# Gryżyna (województwo lubuskie)
Gryżyna (niem. Griesel) – wieś w Polsce położona w województwie lubuskim, w powiecie krośnieńskim, w gminie Bytnica.
W latach 1975–1998 miejscowość administracyjnie należała do województwa zielonogórskiego.
Według danych z 2011 roku wieś liczyła 141 mieszkańców. 
Wieś położona ok. 22 km od Świebodzina. Siedziba Gryżyńskiego Parku Krajobrazowego. Wieś otoczona lasami Borów Lubuskich, na północ od Gryżyny rynna jezior gryżyńskich (największe jezioro Kałek).

## Historia
Jest to wieś o metryce średniowiecznej, ale o jej najstarszych dziejach dziś już niewiele wiadomo. Przez dłuższy czas losy miejscowości były związane z przedstawicielami rodu von Schlichting, którzy mieszkali tutaj od XVI do końca XVII wieku. Gryżyna oraz pobliski Kosobudz zostały zniszczone podczas wojny trzydziestoletniej wskutek działań wojska dowodzonego przez szwedzkiego generała Stalhansa, a Szlichtyngowie wkrótce po tym zrzekli się majątku w Gryżynie. Około 1700 roku osiedlił się we wsi baron von Schenkendorf, następnie około 1780 roku von Pfortner. Posiadłość objął po, nim książę von Hohenzollern. Jako właścicielkę dóbr w roku 1879 wymienia się żonę radcy stanu Krausego. Ówczesny wykaz pracujących we wsi zakładów obejmował gorzelnię, wapniarnię i cegielnię.

## Zabytki
- zespół pałacu myśliwskiego, z połowy XVII wieku do XIX w.:
  - murowany pałac został wzniesiony na miejscu starszej budowli pochodzącej z XVII lub XVIII wieku około 1820 roku na planie prostokąta[4]. Podpiwniczony parterowy budynek z poddaszem użytkowym i nakryty dachem mansardowym. Znajduje się tutaj przy elewacji frontowej zachodniej, ganek z czterokolumnowym portykiem z tarasem w zwieńczeniu i z wejściem prowadzącym przez facjatę neobarokową[4]. W środku elewacji ogrodowej również umieszczono facjatę. Po 1945 roku dwór należał do nadleśnictwa w Bytnicy, ale od 1971 roku stał już opuszczony i zaniedbany i dopiero w latach osiemdziesiątych XX wieku wyremontowano go z myślą o adaptacji na pensjonat[4].
  - park o powierzchni 5,4 ha z zabytkowymi alejami dębów został urządzony w pierwszej połowie XIX wieku. Zachował się w nim interesujący drzewostan m.in. z magnolią japońską, choiną kanadyjską czy cypryśnikiem błotnym[4].
  - mauzoleum rodziny von Hohenzollern, zbudowane w 1872 roku[4].

inne
- dwór wybudowany w 1793 przez Wiktora Wierusz-Kowalskiego. W 1907 właścicielem był Alexander von Lossow[6]. We frontonie pseudoryzalitu znajduje się data MDCCLXXXXIII (1793) oraz herby: Junosza i Dryja[7].

Herb Junosza
Herb Dryja